# Roepie Kruize
Jan Hendrik Kruize, detto Roepie (Heemstede, 18 gennaio 1925 – L'Aia, 14 febbraio 1992), è stato un hockeista su prato olandese.

## Palmarès

### Olimpiadi
- Bronzo a Londra 1948 nell'hockey su prato.
- Argento a Helsinki 1952 nell'hockey su prato.